# Carmenta albociliata
Carmenta albociliata is een vlinder uit de familie wespvlinders (Sesiidae), onderfamilie Sesiinae.
Carmenta albociliata is voor het eerst wetenschappelijk beschreven door Engelhardt in 1925. De soort komt voor in het Nearctisch gebieden het  Neotropisch gebied.